# نیوتون بلاسومویل
نیوتون بلاسومویل (به انگلیسی: Newton Blossomville) یک روستا و محله مدنی در بریتانیا است که در Milton Keynes واقع شده‌است. نیوتون بلاسومویل ۳۲۹ نفر جمعیت دارد.